# Aufstetten
Aufstetten ist ein Gemeindeteil der Stadt Röttingen im unterfränkischen Landkreis Würzburg in Bayern.

## Geografische Lage
Das Pfarrdorf Aufstetten liegt im äußersten Nordosten des Röttinger Gemeindegebietes am Tauberzufluss Klingengrund. Nördlich beginnt die Gemarkung von Gelchsheim mit der Waldabteilung Gelchsheimer Holz. Weiter im Nordosten liegt Burgerroth, ein Gemeindeteil der Stadt Aub. Der Süden wird von Bieberehren eingenommen. Über die Staatsstraße 2269 ist das Dorf in südwestlicher Richtung mit Röttingen an der Tauber verbunden. Im Nordwesten liegt Riedenheim-Lenzenbrunn.

## Geschichte
Das Gebiet um Aufstetten war bereits in der Vor- und Frühgeschichte zumindest zeitweise besiedelt. So entdeckte man eine Siedlung des Mittelneolithikums. Später lebten dort Menschen der Hallstattkultur, ehe die Kelten in das Gebiet vorstießen. Sie errichteten rd. 600 m westlich des heutigen Ortskerns eine sogenannte Keltenschanze, die noch heute im Gelände in Form einer nahezu quadratisch angelegten Wall- u. Grabenanlage mit einer Ausdehnung ü. 80 × 80 Meter zu erkennen ist. Grabdenkmäler verweisen auf die Totenkulte der verschiedenen Kulturen.
Erstmals urkundlich erwähnt wurde „Usteten“ jedoch erst im 14. Jahrhundert. Im Jahr 1323 tauchte das Dorf in einer Urkunde des Würzburger Fürstbischofs Wolfram von Grumbach auf. In der Folgezeit wechselten die Dorfherren häufig, sodass auch der Ortsname einigen Änderungen unterworfen war. Aufstetten war aber immer Teil des Hochstifts Würzburg und besaß früh eine Pfarrkirche. Im Jahr 1978 wurde Aufstetten nach Röttingen eingemeindet und verlor dadurch seine jahrhundertelange Unabhängigkeit.

## Baudenkmäler
Den Mittelpunkt des Dorfes bildet die katholische Pfarrkirche St. Johannes Baptist. Bereits im Jahr 1453 wurde das Gotteshaus in Aufstetten Pfarrkirche. Die heutige Gestalt erhielt die Kirche im Jahr 1741. Sie präsentiert sich als Saalbau mit eingezogenem Chor und einem kleinen Dachreiter. Daneben steht ein Wohnhaus aus dem 17. Jahrhundert. Die Gemarkung von Aufstetten ist von Bildstöcken und Kleindenkmälern geprägt.